# Jingle
Pour les articles homonymes, voir Refrain et Jingle (homonymie).
Ne doit pas être confondu avec chanson-thème ou indicatif musical.
L'anglicisme jingle (aussi appelé chanson publicitaire, refrain publicitaire, ritournelle publicitaire, sonal ou virgule sonore en français) désigne une mélodie courte et accrocheuse servant en général d'annonce musicale, généralement associée à un slogan ou à une marque, accompagnant une publicité.
Le jingle pub annonce une page de publicité entre deux programmes à la télévision où à la radio.
Les jingles servent aussi, placés entre deux publicités, de rubriques d’une émission ou lors de deux interventions d'un animateur, à rappeler l’identité sonore d’une station de radio ou d'une chaîne de télévision.
Élément sonore très bref, les jingles ne doivent pas être confondus avec des logos sonores.